# پسیلوتوم
پسیلوتوم (نام علمی: Psilotum)، سرده‌ای از گیاهان آوندی سرخس‌مانند است. این یکی از دو جنس در خانواده برهنه‌ساقیان است که معمولاً به‌عنوان سرخس گردگیر شناخته می‌شود و دیگری تمیسیپتریس (Tmesipteris) است. زمانی تصور می‌شد که گیاهان در این دو جنس از اولین گیاهان آوندی بازمانده هستند، اما تبارزایی‌های جدیدتر آنها را به‌عنوان سرخس‌های پایه و به‌عنوان گروه خواهر مارزبانیان قرار می‌دهند. آنها فاقد ریشه واقعی هستند و برگ‌ها بسیار کاهش یافته‌اند، [1] ساقه‌ها اندام‌های حاوی بافت فتوسنتزی و رسانا هستند. تنها دو گونه در پسیلوتوم و یک هیبرید بین این دو وجود دارد. تفاوت آنها با ساقه‌های تمسیپتریس در داشتن ساقه با شاخه‌های زیاد و خوشه‌هاگدان با سه لوب به جای دو لوب است.

## شرح و چرخه زندگی
سرخس گردگیر در جنس پسیلوتوم فاقد ریشه واقعی هستند اما توسط ریزوم‌های خزنده لنگر انداخته‌اند. ساقه‌ها دارای انشعابات زیادی با شاخه‌های جفتی هستند که شبیه برگ‌های کوچک هستند اما بافت آوندی ندارند. در بالای این ترکیبات، خوشه‌هاگدانی وجود دارد که از همجوشی سه هاگدان تشکیل شده و هاگ را تولید می‌کند. هنگامی که بالغ می‌شود، خوشه‌هاگدان هاگ‌های زرد تا سفید را آزاد می‌کنند که به گامتوفیت کمتر از ۲ میلی‌متر تبدیل می‌شود.
گامتوفیت به‌عنوان ساپروفیت در زیر زمین زندگی می‌کند، گاهی در یک انجمن همزیستی قارچ‌ریشه. هنگامی که گامتوفیت بالغ می‌شود، یکپارچه است و سلول‌های تخمک و اسپرم را تولید می‌کند. سلول‌های اسپرم با استفاده از چندین تاژک شنا می‌کنند و هنگامی که به یک سلول تخمک می‌رسند، با آن متحد می‌شوند تا هاگ‌رست جوان را تشکیل دهند. یک هاگ‌رست بالغ ممکن است تا ارتفاع ۳۰ سانتی‌متر یا بیشتر رشد کند، اما برگ ظاهری ندارد. این ساقه دارای یک هسته اولیه با دیواره ضخیم در مرکز خود است که توسط یک درون‌پوست احاطه شده است که جریان آب و مواد مغذی را تنظیم می‌کند. سطح ساقه با روزنه‌هایی پوشیده شده است که امکان تبادل گاز با محیط اطراف را فراهم می‌کند.

گامتوفیت پسیلوتوم از این جهت غیرمعمول است که به‌صورت دوگانه منشعب می‌شود، در زیر زمین زندگی می‌کند و دارای بافت عروقی است. به‌نظر می‌رسد تغذیه گامتوفیت گیاه‌انگل قارچ است که توسط قارچ‌های گیاه‌درون‌رست کمک می‌شود.

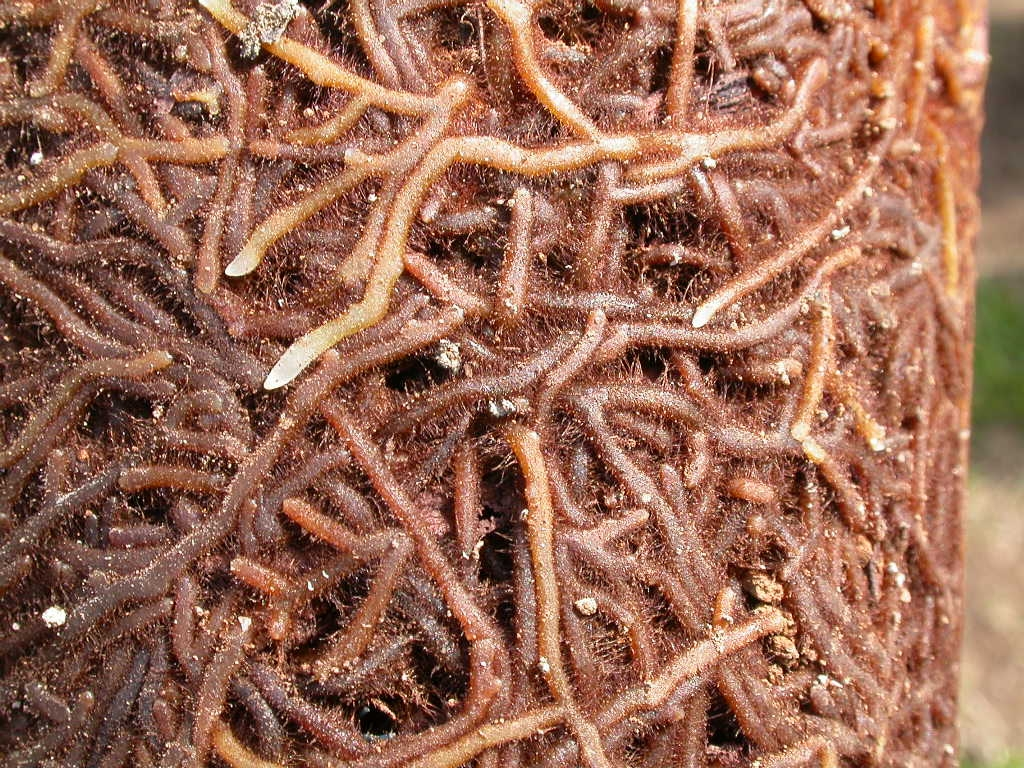
ریزوم پسیلوتوم نودوم
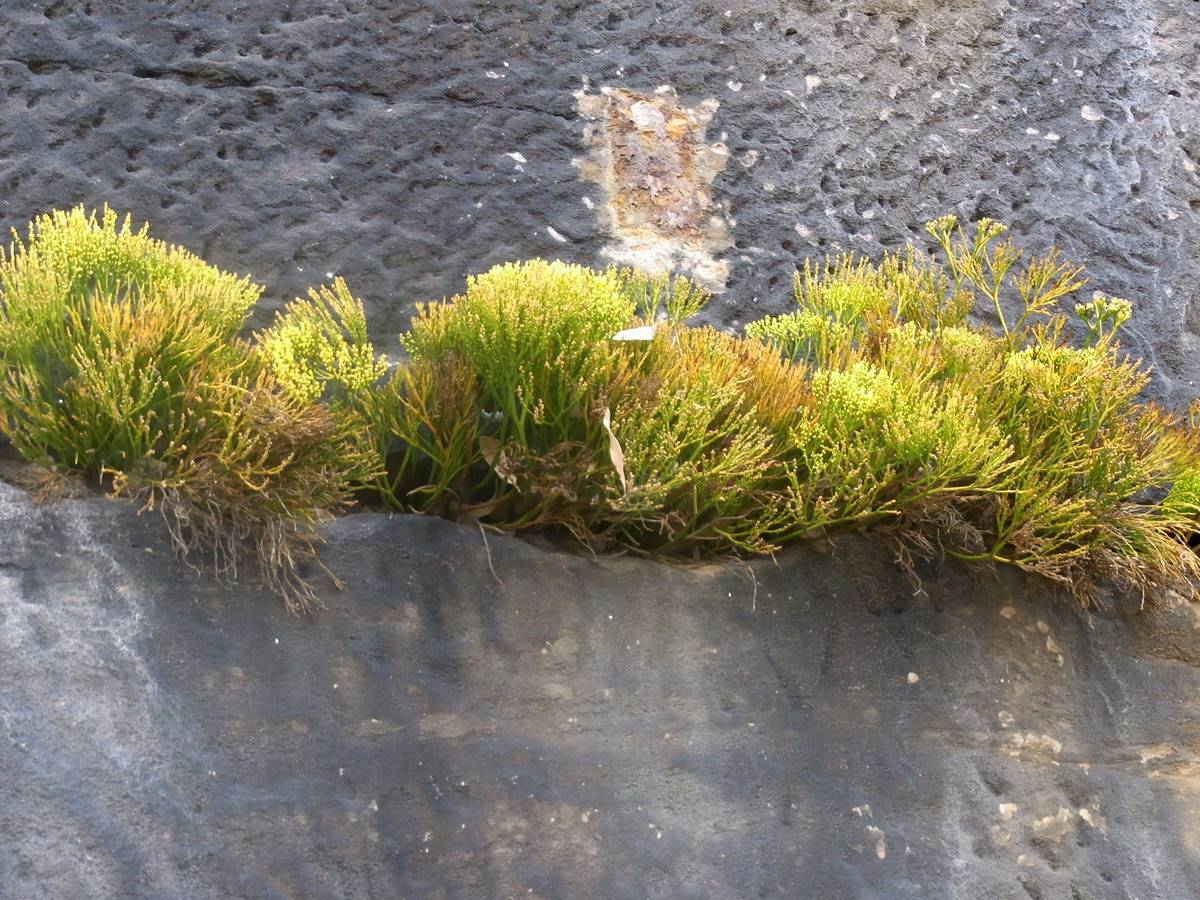
دسته‌ای از گیاهان پسیلوتوم نودوم
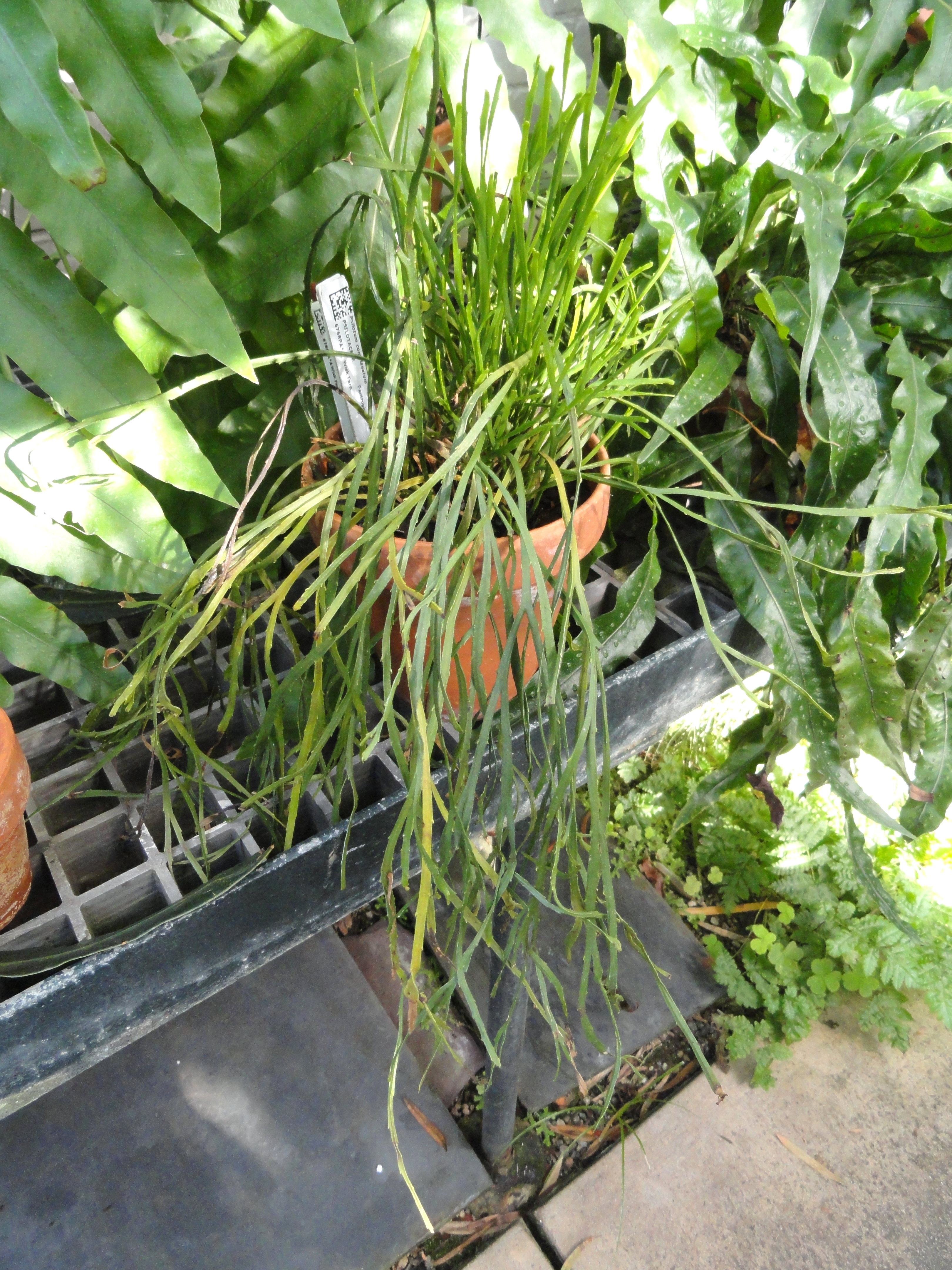
گیاه پسیلوتوم کومپلاناتوم

## آرایه‌شناسی و نام‌گذاری
جنس پسیلوتوم اولین بار به‌طور رسمی در سال ۱۸۰۱ توسط اولاف سوارتز توصیف شد و شرح آن در مجله گیاه‌شناسی (شرادر) (Journal für die Botanik (Schrader)) منتشر شد. نام این تیره از واژه یونانی باستان پسیلوس (psilos) به معنای «برهنه»، «صاف» یا «طاس» است که اشاره به فقدان اندام‌های معمول گیاه و فقدان ظاهری برگ دارد.

## گونه و توزیع
دو گونه وجود دارد، پسیلوتوم نودوم (Psilotum nudum) و پسیلوتوم کومپلاناتوم (Psilotum complanatum) و همچنین یک هیبرید بین آنها شناخته شده است، پسیلوتوم × اینترمدیوم ( Psilotum × intermedium W. H. Wagner).
پراکنش پسیلوتوم مدارگان و جنب‌مدارگان است، در دنیای جدید، آسیا و اقیانوس آرام، با چند جمعیت جدا شده در جنوب غربی اروپا. بالاترین عرض‌های جغرافیایی شناخته شده در کارولینای جنوبی، استان کادیز در اسپانیا، و جنوب ژاپن برای  پسیلوتوم نودوم است. در ایالات متحده،  پسیلوتوم نودوم از فلوریدا تا تگزاس و پسیلوتوم کومپلاناتوم در هاوایی یافت می‌شود.

## رابطه با سرخس
پسیلوتوم ظاهراً شبیه برخی از گیاهان آوندی اولیه منقرض شده مانند راینوفیت (Rhyniophyte) و تریمروفیت (trimerophyte) جنس (Psilophyton) است. ویژگی‌های غیرمعمول پسیلوتوم که نشان‌دهنده میل ترکیبی با گیاهان آوندی اولیه است شامل هاگ‌رست منشعب دوتایی، ساقه‌های هوایی برخاسته از ریزوم‌های افقی، استوانه آوندی ساده، هاگدان جورهاگ و انتهایی و کمبود ریشه است. متأسفانه، هیچ فسیلی از پسیلوفیت‌ها وجود ندارد. مطالعه دقیق ریخت‌شناسی و کالبدشناسی نشان می‌دهد که سرخس‌های گردگیر ارتباط نزدیکی با راینوفیت‌ها ندارند و ویژگی‌های اجدادی موجود در پسیلوفیت‌های زنده نشان‌دهنده کاهش نسبت به یک گیاه سرخس معمولی‌تر است. تفاوت‌های قابل توجه بین پسیلوتوم‌ها و راینوفیت‌ها و تریمروفیت‌ها این است که رشد رشته آوندی پسیلوتوم‌ها برون‌چوبی است، در حالی که در راینوفیت‌ها و تریمروفیت‌ها  مرکزچوبی است.
هاگدان‌های پسیلوتوم، خوشه‌هاگدان سه‌حفره‌ای هستند که از همجوشی سه هاگدان مجاور به‌وجود می‌آیند و اینها به‌صورت جانبی روی محورها منتقل می‌شوند. در راینوفیت‌ها و تریمروفیت‌ها هاگدان‌های منفرد و در یک موقعیت انتهایی روی شاخه‌ها بودند. شواهد مولکولی قویاً تأیید می‌کند که پسیلوتوم یک سرخس است (به معنای وسیع که شامل دم‌اسب می‌شود) و اینکه پسیلوفیت‌ها خواهر سرخس‌های مارزبان هستند.